# Ciocul sfenoidal
Ciocul sfenoidal (Rostrum sphenoidale) este o proeminență anterioară a corpului sfenoidului, în partea de jos a crestei sfenoidului (Crista sphenoidalis), și se articulează cu aripile vomerului. 